# 세브

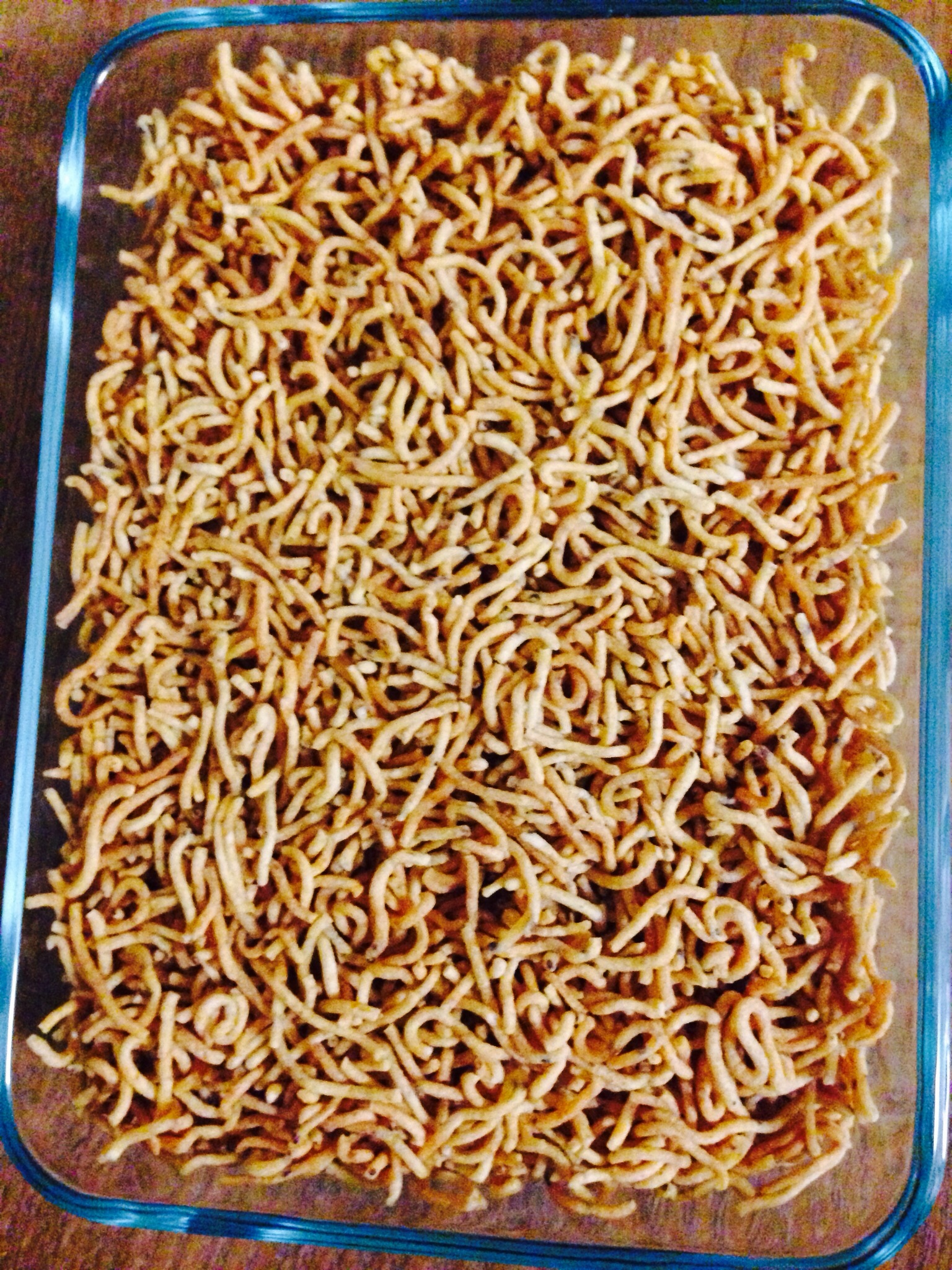

세브(Sev)는 병아리콩 가루 페이스트로 만든 바삭바삭한 작은 국수 조각으로 구성된 인기 있는 인도 스낵 식품으로, 강황, 카이엔, 아자와인으로 양념한 후 기름에 튀긴다. 이 국수는 두께가 다르다. 맛을 낸 세브를 포함하여 바로 먹을 수 있는 다양한 세브는 인도 상점에서 구입할 수 있다.
세브는 벨푸리(bhelpuri) 및 세브푸리(sevpuri)와 같은 요리의 토핑뿐만 아니라 독립형 간식으로 먹는다. 세브는 집에서 만들어 밀폐 용기에 몇 주 동안 보관할 수 있다.
모타 세브(Mota sev)는 크기가 더 큰 세브의 일종이다.
영국에서는 견과류, 렌즈콩, 콩류를 섞은 인기 있는 세브 품종이 일반적으로 '봄베이 믹스'로 판매된다.